# Petit Étang
 Petit Étang  est une communauté acadienne sur la route 19 dans le comté d'Inverness au Cap-Breton.  Le village fait partie de Chéticamp.